# Erick Friedman
Erick Friedman (Newark, 14 agosto 1939 – New Haven, 30 marzo 2004) è stato un violinista statunitense.

## Biografia
Erick Friedman ha iniziato a suonare il violino all’età di 6 anni col padre e con Samuel Applebaum; all’età di 10 anni è diventato allievo di Ivan Galamian alla Juilliard School of Music di New York, studiando parallelamente con Nathan Milstein.
Nel 1954 Friedman ha debuttato a New York all’età di 14 anni, e due anni dopo ha suonato alla Carnegie Hall. 
Già a carriera avviata a 17 anni iniziò a studiare all’University of Southern California nella classe di Jascha Heifetz.  
Friedman ha partecipato al Concorso internazionale Čajkovskij  di Mosca nel 1966, ottenendo il sesto posto.
La carriera di Erick Friedman lo ha portato a collaborare con la maggior parte delle grandi orchestre degli Stati Uniti e all’estero: la New York Philharmonic, National Symphony of Washington, le Orchestre di New Orleans, Pittsburgh, Miami, Detroit, Indianapolis, i Berliner Philharmoniker, l’Orchestre de Paris e molte altre. Karajan, Stokowski, Steinberg, Leinsdorf, Previn e Ozawa sono alcuni dei celebri direttori con i quali ha collaborato. 
Le registrazioni di Friedman per la RCA Victor gli valsero riconoscimenti tra cui il prestigioso Grammy Award.
Nei primi anni’ 70, Friedman è stato docente alla facoltà di violino della North Carolina School of the Arts. In seguito ha insegnato presso la Manhattan School of Music di New York, e alla Southern Methodist University di Dallas. 
Nel 1989, dopo essersi ferito il braccio e la mano sinistra in un incidente stradale, si dedicò all’insegnamento presso la Yale University School of Music. Friedman è stato il vincitore del “Ignace J. Paderewski Award” (2000) per i contributi illustri alla società e alla cultura. Friedman è morto di cancro a 65 anni, il 30 marzo 2004.